# والنتینا دیوف

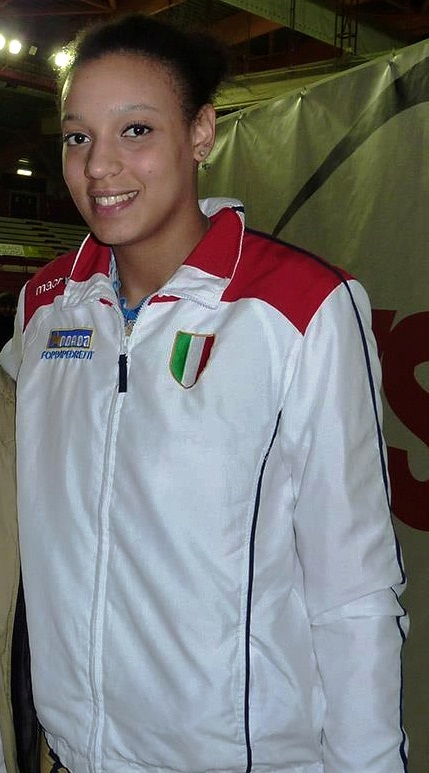
والنتینا دیوف

والنتینا دیوف (انگلیسی: Valentina Diouf) بازیکن والیبال اهل ایتالیا است. او از مادری ایتالیایی و پدری سنگالی زاده شده و عضو تیم ملی والیبال زنان ایتالیا و باشگاه لیوجو مودنا است. دیوف در سال ۲۰۱۴ اولین حضور خود را در تیم ملی ایتالیا با بازی‌های قهرمانی جهان که به مقام چهارم منتهی شد تجربه کرد.